# Pepelnik
Pepelnik je posoda za pepel, ki nastane med kurjenjem cigaret in cigar. Pepelniki so običajno narejeni iz ognjevzdržnih materialov, kot so steklo, toplotno odporna plastika, keramika, kovina ali kamen.